# العلاقات التشيكية الليتوانية
العلاقات التشيكية الليتوانية هي العلاقات الثنائية التي تجمع بين التشيك وليتوانيا.

## مقارنة بين البلدين
هذه مقارنة عامة ومرجعية للدولتين:
| وجه المقارنة                                              | التشيك                                                                            | ليتوانيا                                                    |
| --------------------------------------------------------- | --------------------------------------------------------------------------------- | ----------------------------------------------------------- |
| المساحة (كم2)                                             | 78.87 ألف                                                                         | 65.30 ألف                                                   |
| عدد السكان (نسمة)                                         | 10.52 مليون                                                                       | 2.79 مليون                                                  |
| الكثافة السكانية (ن./كم²)                                 | 133.38                                                                            | 42.73                                                       |
| العاصمة                                                   | براغ                                                                              | فيلنيوس، كاوناس                                             |
| اللغة الرسمية                                             | اللغة التشيكية                                                                    | اللغة الليتوانية                                            |
| العملة                                                    | كرونة تشيكية، كرونة تشيكوسلوفاكية                                                 | ليتاس ليتواني، يورو                                         |
| الناتج المحلي الإجمالي (بليون دولار)                      | 215.73 مليار                                                                      | 47.17 مليار                                                 |
| الناتج المحلي الإجمالي (تعادل القوة الشرائية) بليون دولار | 356.15 مليار                                                                      | 84.06 مليار                                                 |
| الناتج المحلي الإجمالي الاسمي للفرد دولار أمريكي          | 17.55 ألف                                                                         | 14.15 ألف                                                   |
| الناتج المحلي الإجمالي للفرد دولار أمريكي                 | 31.19 ألف                                                                         | 27.69 ألف                                                   |
| مؤشر التنمية البشرية                                      | 0.878                                                                             | 0.839                                                       |
| رمز المكالمات الدولي                                      | +420                                                                              | +370                                                        |
| رمز الإنترنت                                              | .cz                                                                               | .lt                                                         |
| المنطقة الزمنية                                           | ت ع م+01:00، ت ع م+02:00، توقيت وسط أوروبا، توقيت وسط أوروبا الصيفي، أوروبا/براغ ‏ | ت ع م+02:00، ت ع م+03:00، أوروبا/فيلنيوس ‏، توقيت شرق أوروبا |

## مدن متوأمة
في ما يلي قائمة باتفاقيات التوأمة بين مدن تشيكية وليتوانية:
- ترتبط ديتشين مع يونافا باتفاقية توأمة.
- ترتبط براغ مع فيلنيوس باتفاقية توأمة منذ 1967.
- ترتبط برونتال مع Plungė [الإنجليزية]‏ باتفاقية توأمة منذ 8 ديسمبر 1997.
- ترتبط Nepomuk [الإنجليزية]‏ مع Anykščiai [الإنجليزية]‏ باتفاقية توأمة.
- ترتبط سوشيتسا مع بريناي باتفاقية توأمة.
- ترتبط برنو مع كاوناس باتفاقية توأمة منذ 1973.
- ترتبط Krnov [الإنجليزية]‏ مع تلسياي باتفاقية توأمة.
- ترتبط هافروف مع مازيكياي باتفاقية توأمة.

## منظمات دولية مشتركة
يشترك البلدان في عضوية مجموعة من المنظمات الدولية، منها:
| علم المنظمة | اسم المنظمة                               | تاريخ انضمام التشيك | تاريخ انضمام ليتوانيا |
| ----------- | ----------------------------------------- | ------------------- | --------------------- |
|             | المنظمة الأوروبية لسلامة الملاحة الجوية   | 1996                | 2006                  |
|             | منظمة الشرطة الجنائية الدولية             | ?                   | ?                     |
|             | الاتحاد البريدي العالمي                   | ?                   | ?                     |
|             | مركز تنسيق الحركة في أوروبا ‏              | ?                   | ?                     |
|             | حلف شمال الأطلسي                          | 12 مارس 1999        | 29 مارس 2004          |
|             | منظمة التجارة العالمية                    | ?                   | ?                     |
|             | منظمة التعاون الاقتصادي والتنمية          | ?                   | 5 يوليو 2018          |
|             | مجموعة الموردين النوويين                  | ?                   | ?                     |
|             | مؤسسة التنمية الدولية                     | 1993                | 23 سبتمبر 2011        |
|             | اتفاقية السماوات المفتوحة                 | ?                   | ?                     |
|             | منظمة الأمن والتعاون في أوروبا            | 1993                | 10 سبتمبر 1991        |
|             | مؤسسة التمويل الدولية                     | 1993                | 15 يناير 1993         |
|             | مجلس أوروبا                               | ?                   | ?                     |
|             | منظمة حظر الأسلحة الكيميائية              | ?                   | ?                     |
|             | الأمم المتحدة                             | 19 يناير 1993       | 17 سبتمبر 1991        |
|             | الاتحاد الدولي للاتصالات                  | 1993                | 1 يوليو 1923          |
|             | الاتحاد الأوروبي                          | 1 مايو 2004         | 1 مايو 2004           |
|             | البنك الدولي للإنشاء والتعمير             | 1993                | 6 يوليو 1992          |
|             | المركز الدولي لتسوية المنازعات الاستشارية | 22 أبريل 1993       | 5 أغسطس 1992          |
|             | وكالة ضمان الاستثمار متعدد الأطراف        | 1993                | 8 يونيو 1993          |
|             | يونسكو                                    | 22 فبراير 1993      | 7 أكتوبر 1991         |

## وصلات خارجية
- موقع وزارة الخارجية التشيكية
- موقع وزارة الخارجية الليتوانية